# Żleb Paryskiego

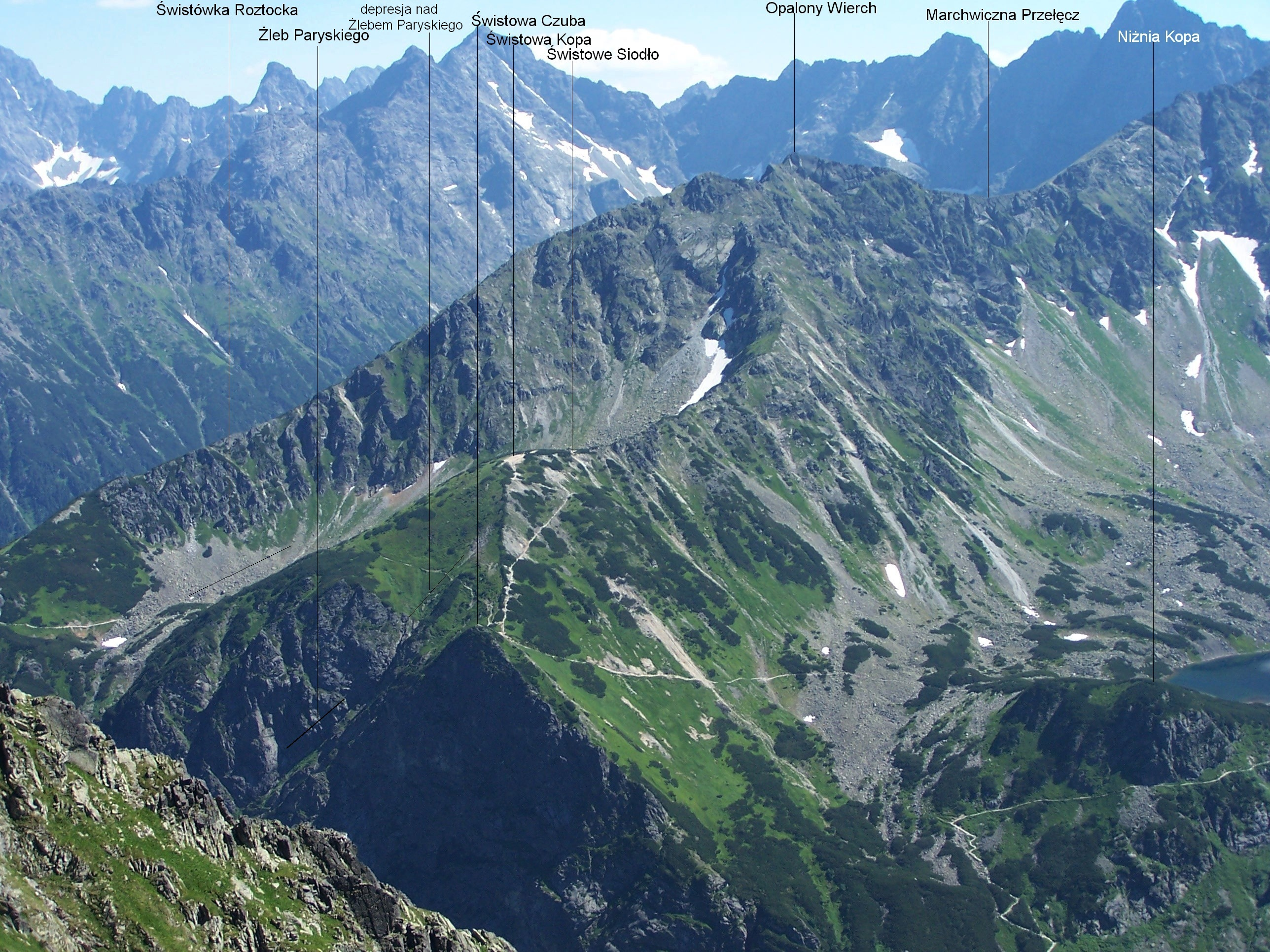
Widoczna górna część Żlebu Paryskiego

Żleb Paryskiego – żleb w orograficznie prawych zboczach Doliny Roztoki w polskich Tatrach Wysokich. Nazwa autorstwa Władysława Cywińskiego nadana dla uczczenia Witolda Henryka Paryskiego – znanego polskiego tatrologa i taternika.
Żleb Paryskiego wcina się między dwie odnogi Świstowej Kopy. Odnoga północno-wschodnia tworzy jego orograficznie prawe ograniczenie, odnoga północna lewe (sięga tylko do połowy wysokości żlebu). Najniższa część żlebu podcięta jest gładkim progiem o wysokości 20 m (zimą jest on całkowicie zaśnieżony). Powyżej tego progu znajdują się przysypane szutrem skalne płyty, wyżej szereg niewielkich progów, z których najtrudniejszy do pokonania jest ostatni. Pierwsze przejście letnie (z ominięciem najniższego, 20-metrowego progu): 31 maja 1937: Józef Oppenheim, Witold H. Paryski, z przewodnikami: Jędrzej Marusarz Jarząbek, Stanisław Gąsienica-Roj, Jakub Gąsienica Wawrytko, Wojciech Wawrytko. Czas przejścia: 1 godz., 30 min, III stopień w skali trudności UIAA. Zimą przejście jest łatwiejsze, ale wskazane tylko przy bezpiecznych śniegach. Pierwsze przejście zimowe: 7 marca 1955: Antoni Gąsiorowski, B. Minicka i Jan Stryczyński.
Powyżej skalistej części Żlebu Paryskiego znajduje się trawiasto-kosówkowa depresja między górnymi częściami odnóg Świstowej Kopy. Dawniej depresją tą, nieco powyżej urwisk prowadził szlak turystyczny z Morskiego Oka przez Opalone do Doliny Pięciu Stawów Polskich. Przejście tej depresji było bardzo niebezpieczne i zdarzyło się tutaj wiele śmiertelnych wypadków (opis w artykule Świstowa Kopa). Obecnie szlak prowadzi inaczej, zachodnim zboczem grani na szczyt Świstowej Kopy.
W atlasie satelitarnym Tatr i Podtatrza żleb podpisany jest jako Żleb Siniaków.